# Aspilapteryx grypota
Aspilapteryx grypota là một loài bướm đêm thuộc họ Gracillariidae. Nó được tìm thấy ở Nam Phi.
Ấu trùng ăn Salix babylonica. Chúng có thể ăn lá nơi chúng làm tổ.